# Mojca Urek
Mojca Urek, slovenska sociologinja in socialna delavka, * 17. avgust 1966, Koper
Mojca Urek je diplomirala na Višji šoli za socialno delo (1988) in Fakulteti za sociologijo, politične vede in novinarstvo (1991), magisterij je zagovarjala leta 1996 na Filozofski fakulteti v Ljubljani (mednarodni študij Duševno zdravje v skupnosti – program Tempus) in doktorirala je leta 2003 na Fakulteti za družbene vede v Ljubljani s temo Pripovednost socialnega dela.
Mojca Urek je zaposlena na Fakulteti za socialno delo Univerze v Ljubljani, kjer raziskuje in predava na področjih spola, duševnega zdravja v skupnosti, LGBTQ in narativnih pristopov v socialnem delu. Je avtorica in soavtorica več znanstvenih člankov v domačih in tujih znanstvenih in strokovnih revijah. Sodelovala je v domačih in mednarodnih raziskavah, nekajkrat tudi kot nosilka domačih projektov in kot nacionalna koordinatorka mednarodnih projektov. Kot gostujoča predavateljica je sodelovala z nekaterimi tujimi univerzami, kjer so vzpostavljali študij socialnega dela (Kolombo, Kijev, Užgorod, Tbilisi) in drugod. Med letoma 2009 in 2010 je sodelovala pri razvijanju stanovanjskih skupnosti za ljudi z dolgotrajnimi duševnimi stiskami v mestu Skadar v Albaniji. Dejavna je v ženskem gibanju, intenzivneje v devetdesetih letih dvajsetega stoletja, ko je skupaj s kolegicami soustanovila Žensko svetovalnico in v okviru Avtonomnih ženskih skupin soustvarjala Ženski center na Metelkovi. Prav tako je dejavna v gibanju za dezinstitucionalizacijo in za razvoj skupnostnih služb na področju duševnega zdravja, od ustanovitve Odbora za družbeno zaščito norosti konec osemdesetih let.
Od leta 2007 do 2014 je bila članica Republiškega strokovnega kolegija Socialno delo v zdravstvu na Ministrstvu za zdravje. Od leta 2010 do 2013 pa je bila članica  Komisije za ženske v znanosti pri Ministrstvu za izobraževanje, znanost in šport oziroma pri Ministrstvu za visoko šolstvo, znanost in tehnologijo. Je članica evropskih raziskovalnih mrež Discourse and narrative approaches to social work and counselling in European Network for Training, Evaluation and Research in Mental Health.